# Bundesautobahn 35
Bundesautobahn 35 (Abkürzung: BAB 35) – Kurzform: Autobahn 35 (Abkürzung: A 35) – war der Projektname einer geplanten Autobahn, die von Nienburg über Hannover, Hameln, Lemgo und Lage nach Bielefeld verlaufen sollte. Dabei war an der Anschlussstelle (AS) Hannover-Herrenhausen ein Autobahnkreuz mit der A 2, bei Gehrden ein Kreuz mit der geplanten A 30, südlich Hameln ein Autobahndreieck mit der geplanten A 36, bei Lemgo ein Kreuz mit der geplanten A 5, bei Bielefeld-Ost ein weiteres Kreuz mit der A 2 und schließlich im Zentrum von Bielefeld ein Dreieck mit der ebenfalls nicht realisierten A 47 vorgesehen.

## Planungsgeschichte und Bau
Der am 30. Juni 1971 verabschiedete Plan des Gesetzes über den Ausbau der Bundesfernstraßen in den Jahren 1971 bis 1985 sah den Bau einer Bundesautobahn zwischen Nienburg/Weser und Hameln sowie zwischen Dörentrup östlich von Lemgo und Bielefeld zunächst nicht vor. Lediglich zwischen Dörentrup bei Lemgo und Hameln war an die Errichtung einer Autobahn unter der Bezeichnung „A 106“ gedacht, die über Alfeld (Leine), Bockenem, Goslar und Bad Harzburg zur innerdeutschen Grenze führen sollte (später auch Bundesautobahn 36). Zwischen Nienburg/Weser und Hannover sollte die Bundesstraße 6 vierstreifig neu- und ausgebaut werden, wobei im Wesentlichen die Bestandstrasse erweitert und lediglich die Umgehung Nienburg/Weser neu geschaffen werden sollte. Zwischen Hannover und Hameln war geplant, die B 217n vierstreifig zu bauen. Dabei sollte im Bereich der Stadt Springe die bereits vorhandene Ortsumgehung ausgebaut werden. Hameln sollte im Zuge der vierstreifigen B 1n östlich und südlich umgangen werden. Schließlich sollte die B 1n die A 106 südwestlich Hameln kreuzen. Die Autobahn 106 sollte so angelegt werden, dass sie über Extertal nach Dörentrup führt und hier in die ebenfalls vierspurig zu errichtende B 66 mündet. Die B 66 sollte sodann als Neubau zwischen Dörentrup, Lemgo, Lage, Oerlinghausen und Bielefeld-Zentrum vierstreifig entstehen. Für die Umsetzung wurden die Strecken in folgende Dringlichkeitsstufen eingeteilt:
| Kurzform | Abschnitt                          | Bemerkung                                                    | Dringlichkeitsstufe |
| -------- | ---------------------------------- | ------------------------------------------------------------ | ------------------- |
| B6       | Nienburg/Weser–Hannover            | Bundesstraße 441/Limmerstraße                                | I                   |
| B6       |                                    | Ausbau zwischen B441 und B3/Ricklinger Kreisel               | II                  |
| B217     | Tönniesbergkreisel (B65) – Weetzen |                                                              | I                   |
| B217     | Weetzen–Springe–Hameln             |                                                              | II                  |
| B1       | südwestlich Hameln                 | Ausnahme: kurzes einbahniges Teilstück am Ortsausgang Hameln | II                  |
| A106     | Hameln–Dörentrup                   |                                                              | III                 |
| B66      | Dörentrup–Lemgo–Lage               |                                                              | II                  |
| B66      | Lage–Bielefeld                     |                                                              | I                   |

Erst mit der Neustrukturierung und neuen Nummerierung des Netzes der Bundesautobahnen, die mit Wirkung ab 1. Januar 1975 erfolgte, wurde aus den einzelnen Vorhaben zum Aus- und Neubau von Bundesfernstraßen der einheitliche Streckenzug als Bundesautobahn unter der Bezeichnung „A 35“ geschaffen. Die Strecke Bielefeld–Lemgo gehörte jedoch zunächst nicht dazu; ihr Status war noch offen. Zudem wurden dabei im Raum Hannover und zwischen Hameln und Lemgo die Streckenführungen modifiziert.
Mit dem Gesetz zur Änderung des Gesetzes über den Ausbau der Bundesfernstraßen in den Jahren 1971 bis 1985 vom 5. August 1976 wurden die Veränderungen der Streckenführung im Raum Hameln und Hannover übernommen. Zudem wurde die Strecke Bielefeld–Lemgo in den Streckenzug der A 35 aufgenommen, wobei im Bedarfsplan immer noch neben „A 35“ die Bezeichnung „B 66“ enthalten war. Das Projekt zur Realisierung der A 35 erhielt jedoch sogleich einen Rückschlag: die Dringlichkeit wurde auf vielen Abschnitten herabgesetzt. Im Einzelnen sah der Plan folgendes vor:
| Abschnitt                                            | Bemerkung                               | Dringlichkeitsstufe       |
| ---------------------------------------------------- | --------------------------------------- | ------------------------- |
| Marklohe West – Marklohe Ost                         |                                         | Ib                        |
| südlich Nienburg/Weser – Neustadt am Rübenberge-Nord |                                         | Ib                        |
| Neustadt am Rübenberge-Nord – Frielingen             |                                         | Ia                        |
| Frielingen – Garbsen-Berenbostel                     |                                         | Ib                        |
| Garbsen-Berenbostel – Hannover-Stöcken               | sechsstreifiger Ausbau                  | Ia                        |
| Hannover-Stöcken – Ahlem                             |                                         | Ia                        |
| Ahlem–Empelde                                        |                                         | Ib                        |
| Empelde–Springe–Ost                                  |                                         | Ia                        |
| Springe Ost – Hameln – Lemgo – Lage-Heiden           |                                         | möglicher weiterer Bedarf |
| Heiden (bei Lage) – Lage (B39n)                      |                                         | Ia                        |
| Lage – Asemissen                                     | 2. Fahrbahn als möglich weiterer Bedarf | 1. Fahrbahn: Ib           |
| Asemissen – Bielefeld-Zentrum                        |                                         | Ib                        |

Bereits das zweite Gesetz zur Änderung des Gesetzes über den Ausbau der Bundesfernstraßen in den Jahren 1971 bis 1985 vom 25. August 1980 brachte das Aus für die A 35. Jedoch blieben einzelne Bestandteile weiterhin in der Planung als Bundesstraßen erhalten. Es handelte sich um folgende
| Bezeichnung | Abschnitt                                 | Bemerkung     | Dringlichkeitsstufe |
| ----------- | ----------------------------------------- | ------------- | ------------------- |
| B6          | OU Marklohe                               | zweistreifig  | I                   |
| B6          | OU Nienburg/Weser                         | vierstreifig  | laufendes Vorhaben  |
| B6          | Neustadt am Rübenberge – Frielingen       | vierstreifig  | laufendes Vorhaben  |
| B6          | AS Hannover-Herrenhaus – Hannover-Stöcken | sechsstreifig | I                   |
| B 217       | Ronnenberg–Völksen                        | vierstreifig  | I                   |
| B66n        | östlich Hameln – Voßheide bei Lemgo       | zweistreifig  | II                  |
| B66n        | Voßheide bei Lemgo – Lage (B239n)         | zweistreifig  | I                   |
| B66n        | Lage (B239n) – Bielefeld-Zentrum          | vierstreifig  | I                   |

Im dritten Gesetz zur Änderung des Fernstraßenausbaugesetzes vom 21. April 1986 blieb die A 35 gestrichen. Zudem wurden die vorgesehenen Bundesstraßenneubauten reduziert. Vorgesehen waren lediglich:
| Bezeichnung | Abschnitt                                 | Bemerkung              | Dringlichkeitsstufe   |
| ----------- | ----------------------------------------- | ---------------------- | --------------------- |
| B6          | OU Marklohe                               | teilweise vierstreifig | weiterer Bedarf       |
| B6          | OU Frielingen                             | vierstreifig           | laufendes Vorhaben    |
| B6          | AS Hannover-Herrenhaus – Hannover-Stöcken | sechsstreifig          | laufendes Vorhaben    |
| B217        | Ronnenberg–Völksen                        | vierstreifig           | vordringlicher Bedarf |
| B217/B1     | OU Hameln                                 | vierstreifig           | weiterer Bedarf       |
| B66         | OU Barntrup                               | vierstreifig           | weiterer Bedarf       |
| B66         | OU Lemgo                                  | vierstreifig           | vordringlicher Bedarf |
| B66         | Lemgo–Lage                                | zweistreifig           | weiterer Bedarf       |
| B66         | Lage–Asemissen                            | zweistreifig           | weiterer Bedarf       |
| B66         | Umgehung Bielefeld Stieghorst             | vierstreifig           | vordringlicher Bedarf |

An der Streichung der A 35 änderte sich auch nach dem Vierten Gesetzes zur Änderung des Fernstraßenausbaugesetzes vom 15. November 1993 nichts. Hingegen wurden die Planungen hinsichtlich der Bundesstraßenneubauprojekte erneut modifiziert. Nunmehr waren enthalten:
| Bezeichnung | Abschnitt                                 | Bemerkung              | Stand                 |
| ----------- | ----------------------------------------- | ---------------------- | --------------------- |
| B6          | OU Marklohe                               | teilweise vierstreifig | weiterer Bedarf       |
| B6          | OU Frielingen                             | vierstreifig           | laufendes Vorhaben    |
| B6          | AS Hannover-Herrenhaus – Hannover-Stöcken | sechsstreifig          | laufendes Vorhaben    |
| B217        | Ronnenberg – Völksen                      | vierstreifig           | vordringlicher Bedarf |
| B217/B1     | OU Hameln                                 | vierstreifig           | weiterer Bedarf       |
| B66         | OU Barntrup                               | vierstreifig           | weiterer Bedarf       |
| B66         | OU Lemgo                                  | vierstreifig           | vordringlicher Bedarf |
| B66         | Lemgo–Lage                                | zweistreifig           | weiterer Bedarf       |
| B66         | Lage–Asemissen                            | zweistreifig           | weiterer Bedarf       |
| B66         | Umgehung Bielefeld Stieghorst             | vierstreifig           | vordringlicher Bedarf |

Die Bundesverkehrswegepläne seit 2003 sehen die A 35 nicht mehr vor.

### Abschnitt Nienburg/Weser – Hannover
In diesem Abschnitt wurde noch vor einer Autobahnplanung zunächst 1961 die Ortsumgehung von Neustadt am Rübenberge geschaffen. In den 1960er Jahren erfolgte sodann der vierstreifige Ausbau der B 6 zwischen Frielingen und Berenbostel, allerdings ohne Mittelstreifen und Standspuren. Ab 1975 wurde an der Ortsumgehung von Nienburg/Weser (Marklohe-Ost – Langendamm) gearbeitet, deren Bau als einzige Teilstrecke dieses Abschnittes in den Straßenbauberichten der Bundesregierung der Jahre 1975 bis 1979 unter der Bezeichnung A 35 geführt wurde, jedoch 1982 unter der Widmung als B 6 die Fertigstellung erfuhr. Die 8,4 Kilometer lange Strecke ist durchgängig kreuzungsfrei und im Autobahnquerschnitt errichtet. Mit der Streichung der A 35 aus dem Bedarfsplan mit dem Zweiten Gesetz zur Änderung des Gesetzes über den Ausbau der Bundesfernstraßen 1980 wurde bei den weiteren Baumaßnahmen an der B 6 der Autobahnquerschnitt weitgehend aufgegeben. Entsprechend erfolgte Anfang der 1980er Jahre der Ausbau der B 6 zwischen Neustadt am Rübenberge und Frielingen, der in zwei Bauabschnitten in den Jahren 1982 und 1984 unter Verkehr gebracht wurde (jeweils 2,5 km, 4-streifig, planfrei mit Mittelstreifen, ohne Standstreifen). Erst 1987 konnte die Ortsumgehung Frielingen mit einer Länge von 2,8 Kilometern (4streifig, planfrei mit Mittelstreifen, ohne Standstreifen, als Bundesstraße 6 gewidmet) fertiggestellt werden. 1994 wurde die Ortsumgehung Marklohe-Lemke eingeweiht, die das nördliche Ende der A 35-Trasse ursprünglich bilden sollte (4,2 km, davon 2,3 km 4-streifig im Autobahnquerschnitt). 2009 wurden der 8,9 Kilometer lange Abschnitt Nienburg/Weser – Eilvese und der 8,1 Kilometer lange Abschnitt Eilvese – Neustadt am Rübenberge freigegeben, die beide von zwei auf vier Fahrspuren erweitert worden waren (Neubau einer Richtungsfahrbahn; ohne Standspuren, mit Mittelstreifen, nur teilweise planfrei). Letztlich wurde mit den genannten Arbeiten die durchgängige vierstreifige Befahrbarkeit der B 6 zwischen Nienburg/Weser und Hannover hergestellt, jedoch nicht durchgängig kreuzungsfrei und nicht im Regelquerschnitt einer Autobahn.

### Streckenführung im Raum Hannover
Mit der Einordnung des Streckenzuges der B 6 in den als Bundesautobahn 35 bezeichneten Streckenzug stellte sich das Problem der Linienführung im Raum Hannover. Bisher war die Bundesstraße 6 im Bereich des Stadtgebietes schrittweise vierstreifig aus- oder neugebaut worden:
- Neubau zwischen Stadtteil Herrenhausen (alte B 6, Herrenhäuser Straße) und Anschlussstelle Limmerstraße/Bundesstraße 441 (bis Anfang der 1960er Jahre fertiggestellt)[13]
- Neubau zwischen AS Limmerstraße und Kreisverkehr Deisterplatz (bis Mitte der 1960er Jahre fertiggestellt)[14]
- Ausbau der Göttinger Straße und der Friedrich-Ebert-Straße zwischen Deisterplatz und Ricklinger Kreisel (zweite Hälfte der 1960er Jahre)[15][16]
- Neubau zwischen der Kreuzung Stöckener Straße und der Anschlussstelle bei Herrenhausen/Herrenhäuser Straße (4,8 km, 1974 fertiggestellt)

Die Fertigstellung des zuletzt genannten Abschnittes wurde im Straßenbaubericht des Jahres 1974 der Bundesregierung sogar unter der Bezeichnung „A 35“ geführt. Gleichwohl erfüllte keiner der im Stadtgebiet gelegenen Streckenabschnitte der B 6 die Trassierungsanforderungen einer Bundesautobahn. Zwar waren einige Anschlussstellen geschaffen worden, doch die Strecke war nach wie vor über Kreuzungen mit dem übrigen Straßennetz an vielen Stellen verbunden. Zudem wiesen die Teilabschnitte nicht durchgängig einen Querschnitt auf, der die Aufstufung zur Autobahn zuließ.
Eine Variante zur Umsetzung der A 35 sah trotzdem noch 1976 den Aus- bzw. teilweisen Neubau der Bundesstraßen 6, 65 und 217 im Stadtgebiet vor, so dass die A 35 von der Anschlussstelle Herrenhausen (A 2) über die Straßenzüge „Am Leineufer“, „Westschnellweg“, „Göttinger Straße“ und „Friedrich-Ebert-Straße“ zum Ricklinger Kreisel (alle im Zuge der B 6), sodann über die „Bückeburger Allee“ (B 65) nördlich und westlich Empelde und schließlich über Ronnenberg, Weetzen, Bredenbeck weiter nach Springe geführt worden wäre. In den Straßenbauberichten der Bundesregierung aus den Jahren 1976 bis 1979 wurde der Bau der Ortsumgehung Empelde als Abschnitt der A 35 mit einer Gesamtlänge von 5,6 km geführt, von der bis Ende 1975 1,2 km und im Jahre 1978 weitere 1,4 km fertiggestellt waren.
Die andere Alternative knüpfte an eine Planung an, die bereits zu Beginn der 1960er Jahre bestand und 1974 sich erstmals in den Plänen wieder befand: Die Trasse sollte demnach in der Nähe des Continental-Werkes Hannover-Stöcken von der B 6 abzweigen, östlich Letter und westlich Ahlem verlaufen, sowie östlich Harenberg und westlich Badenstedt geführt werden. Westlich Empelde entspricht die Planung der heute als B 65 realisierten Ortsumgehung. Südlich der B 65 sollte Ronnenberg westlich bzw. Gehrden östlich umgangen werden (Kreuz mit der A 30). Weiter sollte die Trasse westlich Weetzen, östlich Evestorf und Bredenbeck sowie westlich Steinkrug angelegt werden. Bei der Anschlussstelle Völksen der B 217 sollte die Autobahn schließlich eingebunden werden. Die Ortsumgehung Empelde, deren westlicher Teil (ca. 1,5 km) identisch mit der ursprünglichen A 35-Planung war, wurde in den Jahren 1988 und 1989 fertiggestellt (vierspurig, mit Mittelstreifen, aber ohne Standspur). Später wurden im Zuge des Ausbaus der B 217 die Ortsumgehungen Weetzen, Evestorf und Steinkrug realisiert (insgesamt 6,9 km, 2 + 1 Fahrstreifen, OU Steinkrug 4-streifig; 2002, 2003 und 2000).

### Abschnitt Hannover – Hameln
Zwischen Völksen und westlich Springe (Landesstraße 421) sollte die vorhandene, bereits vierstreifig in der ersten Hälfte der 1960er ohne Mittelstreifen und Standspuren ausgebaute Bundesstraße 217 zum Autobahnquerschnitt erweitert werden. Zwischen westlich Springe und Hameln war hingegen an eine vollständig neue Linienführung gedacht: die Autobahn sollte zunächst nördlich Altenhagen I und Hachmühlen verlaufen und damit näher an Bad Münder. Zwischen Flegessen und Rohrsen war die Führung westlich parallel zur bestehenden Bundesstraße 217 geplant. Bei Rohrsen sollte die Autobahn die B 217 kreuzen und in südlicher Richtung an Hameln östlich vorbei verlaufen. Dabei war eine Querung der B 1 östlich Afferde vorgesehen. Im Raum Hastenbeck südöstlich von Hameln sollte die A 35 auf die Ost-West-Linie Bielefeld–Hameln–Goslar treffen und ein Autobahndreieck mit der A 36 bilden. Damit war die ursprüngliche Planung geändert worden, mit einer äußerst stadtnahen Variante Hameln östlich und südlich zu umgehen, um dann durch Ausbau der B 1 weiter südwestlich bis Groß Berkel zu führen und dort an die „Autobahn 106“ (bzw. A 36) anzubinden. Von diesen Plänen wurde jedoch nichts verwirklicht. Bereits vor der Entwicklung des Autobahnprojektes einer A 35 war Anfang der 1970er ein weiterer Abschnitt der B 217 zwischen Hachmühlen und Rohrsen vierstreifig ausgebaut worden, jedoch ebenfalls ohne Mittelstreifen, nicht kreuzungsfrei und ohne Standspuren. Mitte der 1970er Jahre folgte schließlich auch noch der Abschnitt zwischen Hachmühlen und westlich Springe (mit Ausnahme der Ortsdurchfahrt Altenhagen I). Damit standen dem Verkehr fast durchgängig zwischen Steinkrug und Hameln zwei Fahrstreifen je Richtung zur Verfügung, allerdings nicht in Gestalt einer Bundesautobahn oder autobahnähnlichen Straße.

### Abschnitt Hameln – Bielefeld
Während der 1971 aufgestellte Bedarfsplan des Gesetzes über den Ausbau der Bundesfernstraßen in den Jahren 1971 bis 1985 eine Streckenführung der A 106 von Hameln über Extertal und Dörentrup nach Lemgo vorsah, wurde bereits 1974 mit der Einführung der Neustrukturierung und neuen Nummerierung der Bundesautobahnen eine andere Trassierung von Groß Berkel entlang der B 1 (nördlich Bad Pyrmont) und südlich Barntrup nach Lemgo erwogen. Doch noch 1976 fand sich in der Netzkarte des zuständigen Bundesministeriums die Linie über Extertal. 1977 fand sich in Straßenkarten noch die Planung einer autobahnähnlichen Ortsumgehung von Lemgo, die südlich bei Hardissen an der Landstraße nach Lage-Heiden beginnen, südlich Hörstmar sowie Brake um Lemgo führen und östlich der Stadt an die B 66 anknüpfen sollte. Sie entsprach der ursprünglichen Trasse über Extertal. 1980 hingegen enthielten die Straßenkarten nunmehr eine projektierte durchgängige Autobahn von Grießem bei Aerzen und Bielefeld-Zentrum (geplantes Dreieck mit A 47). Demnach sollte die A 35 südlich Grießem und Sonneborn verlaufen, südlich Barntrup die B 1 kreuzen, weiter über Selbeck, Sommersell und Voßheide verlaufen, Lemgo auf der heute als Bundesstraße 66n errichteten Strecke umgehen, um im Bereich der heutigen Kreuzung der B 238/B 66n nördlich Loßbruch das Autobahnkreuz mit der A 5 auszubilden. Sodann sollte die Autobahn nördlich Heiden und südlich Lage, nördlich Billinghausen, südlich Kachtenhausen und Helpup, nördlich Oerlinghausen und südlich Asemissen sowie nördlich Ubbedissen. Zwischen Asemissen und Stieghorst entspricht die Planung der heute realisierten Trasse der Bundesstraße 66. Im Stadtgebiet von Bielefeld sollte die Autobahn südlich parallel zur Bahnstrecke Bielefeld–Lage geführt werden, um nördlich des Hauptbahnhofes in die A 47 zu münden.
Nach Aufgabe der Autobahnplanung wurde zwischen Bielefeld und Hameln der Ausbau der Bundesstraßen 66 und 1 forciert. 1989 wurde bereits ein Neubauabschnitt zwischen Bielefeld und Asemissen dem Verkehr übergeben (3,9 km, vierstreifig). 1994 wurde im Zuge der B 61 der Ostwestfalentunnel in der Innenstadt von Bielefeld mit einer Länge von 535 Metern vierstreifig realisiert, der ursprünglich einen Bestandteil der A 35 bilden sollte. Im Bundesverkehrswegeplan 2003 fanden sich folgende Projekte:
| Bezeichnung | Abschnitt                         | km     | Stand                                                 | Bemerkung                                  |
| ----------- | --------------------------------- | ------ | ----------------------------------------------------- | ------------------------------------------ |
| B1          | Südumgehung Hameln                | 7,3    | Planfeststellungsbeschluss und Planänderungsbeschluss | Klage beim Oberverwaltungsgericht anhängig |
| B1          | Ortsumgehung Aerzen               | 3,4 km | fertiggestellt (2013)                                 | [ 37 ]                                     |
| B 66        | OU Barntrup                       | 6,6 km | zweispuriger Neubau                                   | geplante Fertigstellung Ende 2023          |
| B 66        | Blomberg/Großenmarpe - Barntrup   | 4,1 km | zweispuriger Neubau                                   | vordringlicher Bedarf                      |
| B 66n       | OU Lemgo                          | 5,2 km | zweispuriger Neubau                                   | fertiggestellt (2004)                      |
| B 66        | Lage–Lemgo                        | 4,8 km | Voruntersuchung zur Linienbestimmung                  | zweistreifiger Neubau                      |
| B 66        | OU Lage-Kachtenhausen             | 2,0 km | zweispuriger Neubau                                   | Voruntersuchung zur Linienbestimmung       |
| B 66 OU     | Oerlinghausen-Helpup              | 2,2 km | zweispuriger Neubau                                   | Voruntersuchung zur Linienbestimmung       |
| B 66n       | Bielefeld-Hillegossen – Asemissen | 1,9 km | vierstreifiger Neubau                                 | geplante Fertigstellung 2024               |